# Frans Hemsterhuis
Frans (of François) Hemsterhuis (Franeker, 27 december 1721 – Den Haag, 7 juli 1790) was een Nederlands filosoof. Hij was de zoon van hoogleraar Grieks Tiberius Hemsterhuis en van Cornelia Maria de Wilde.

## Jeugd en opleiding
Frans Hemsterhuis groeide op in Franeker en verhuisde in 1740 naar Leiden, toen zijn vader daar hoogleraar werd. Hij moet daar colleges gevolgd hebben, maar pas op 24 juni 1747 schreef hij zich in als student wiskunde. Hij maakte hier onder anderen kennis met Petrus Camper (1722-1789), met wie hij zijn hele leven bevriend zou blijven en met wie hij een belangstelling voor wiskunde en natuurwetenschap deelde. In Leiden deed Hemsterhuis onder anderen bij David Ruhnken zijn liefde op voor Plato. Hij vatte ook een grote verering op voor Socrates, die hij tot op zekere hoogte imiteerde. Het leverde hem later de bijnamen ‘Haagse Plato’ en ‘Bataafse Socrates’ of 'Frieske Sokrates' op.

## Betrekkingen
Hij trad toe tot het corps der genie, en bezocht in opdracht van het corps ca. 1751 Parijs en de mijnbouwkundige academie in Clausthal in het Harzgebergte. Hij werd conservator van de stadhouderlijke penningen- en antiquiteitencollectie en kreeg daardoor contacten aan het hof in Den Haag. In 1755 werd hij secretaris van de Raad van State, waar hij tot zijn pensionering in 1780 werkzaam bleef. Hij verhuisde in december 1755 naar Den Haag en bleef daar tot zijn dood in 1790 wonen.

## Eerste geschriften
Hemsterhuis schreef in de Franse taal en heeft weinig lijvige werken nagelaten. Meestal schreef hij op verzoek en verspreidde hij zijn werk in kleine oplagen onder vrienden. Zijn eerste werken waren in de vorm van een brief en gingen over de esthetica: Lettre sur une Pierre antique (1762) en Lettre sur la Sculpture (1769). Ook schreef hij over geometrische en natuurwetenschappelijke onderwerpen. In de natuurwetenschap bewonderde hij vooral Newton. Zijn eerste filosofische werk was de Lettre sur l’Homme et ses Rapports (1772). Hij betoonde zich daarin niet atheïstisch, maar zette zich juist af tegen de Franse materialistische filosofen. Hij geloofde in een scheiding tussen lichaam en ziel (dualisme). Aan het lichaam zijn de lichamelijke zintuigen verbonden, aan de ziel is volgens hem een ‘moreel orgaan’ verbonden, dat de bron is van alle menselijke deugdelijkheid en dat kennis van het Opperwezen mogelijk maakt. Die kennis zou kunnen groeien naarmate de ziel meer in overeenstemming wordt gebracht met de goddelijke harmonie in het universum.

## Relatie met prinses Amalia von Gallitzin
In 1775 leerde Hemsterhuis Amalia von Schmettau, prinses von Gallitzin (1748-1806) kennen. Zij was de vrouw van de Russische gezant aan het stadhouderlijke hof. In 1776 scheidde zij van haar man en in de jaren 1776-1779 woonde ze met haar twee kinderen op een buitenplaats in het gehucht Eikenduinen tussen Den Haag en Loosduinen. Hemsterhuis had een innige vriendschap met haar, bezocht haar vaak en voerde gesprekken over filosofie en religie. Als weerslag van de gesprekken ontstond Hemsterhuis’ eerste Platonische dialoog Sophyle ou de la Philosophie (1778). Toen prinses von Gallitzin in 1779 naar Münster verhuisde, besloot Hemsterhuis niet met haar mee te gaan. Wel bezocht hij haar een aantal keren in Duitsland, en schreven ze elkaar vrijwel dagelijks brieven, waarin hij haar Diotima (naar Diotima van Mantinea, de leermeesteres van Socrates uit Plato’s Symposium) noemde en zij hem Socrates. Er zijn meer dan duizend van deze brieven van Hemsterhuis bewaard gebleven.

## Geschiedenisopvatting
Hemsterhuis had een cyclische opvatting van de wereldgeschiedenis, die hij uiteenzette in de vorm van een Platonische dialoog: Alexis ou de l’âge d’or (1787). Net zoals planeten in een ellipsvormige baan om de zon draaien, zo zou volgens hem de menselijke cultuur in een ellips rond haar ideale middelpunt draaien. Op het moment dat die cultuur het dichtst bij het middelpunt is, heerst er een gouden tijd. De vorige gouden tijd was volgens Hemsterhuis in de tijd van de Grieken, aangekondigd door de Egyptenaren en Etrusken. Na de Grieken ging de cultuur via de Romeinen achteruit om in de Middeleeuwen een dieptepunt te bereiken. Daarna zette een verbetering in die via de Renaissance uitmondde in zijn eigen tijd, een hoogtepunt als de gouden tijd van de Grieken.

## Bekendheid van Hemsterhuis
Hij kreeg vooral in Duitsland veel aanhang. Reeds in 1771 vertaalde Herder zijn Lettre sur les désirs in het Duits, maar met name de prinses Von Gallitzin deed veel voor de verspreiding van zijn ideeën en werk. In 1785 bracht hij met haar een bezoek aan Weimar, waar hij onder anderen Goethe, Herder en Wieland leerde kennen.
Op 7 juli 1790 overleed Hemsterhuis. Hij werd begraven in de Pieterskerk te Leiden, aan de noordkant van het middenschip.
Toen rond 1860 de graven alle nauwkeurig werden opgetekend, was zijn steen al niet meer te herkennen.

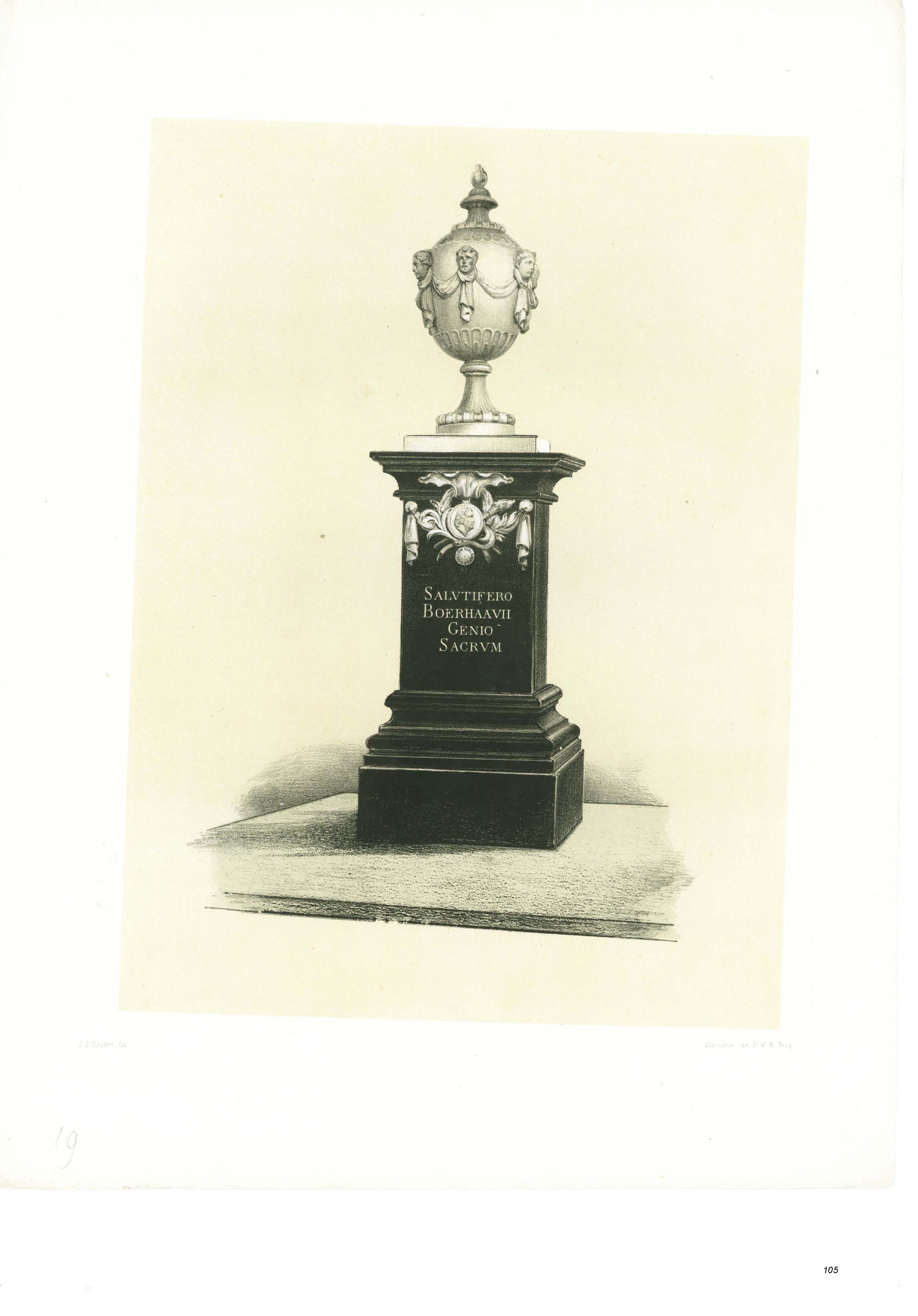
Grafmonument voor de medicus Boerhaave in de Pieterskerk te Leiden, naar een ontwerp van Hemsterhuis.

## Trivia
Behalve door zijn geschriften kreeg Hemsterhuis ook bekendheid als ontwerper van het grafmonument dat in 1762 voor Herman Boerhaave in de Pieterskerk te Leiden werd geplaatst. Dit ontwerp is rond 1775 door Paulus 's Graeuwen, een leerling van Boerhaave, verwerkt in het behang van de tuinkamer van het Hinckaertshuis in Groningen.

## Selectie van werken
- Lettre sur une pierre antique (Amsterdam, 1762)
- Lettre sur la sculpture (Amsterdam, 1769)
- Lettre sur les désirs (Parijs, 1770)
- Lettre sur l’homme et ses rapports (Parijs, 1772)
- Description philosophique du caractère de feu monsieur F. Fagel (‘s-Gravenhage, 1773)
- Lettre sur le fatalisme (‘s-Gravenhage, 1776)
- Sophyle ou de la philosophie (Parijs, 1778)
- Aristée ou de la divinité (Parijs, 1779)
- Simon ou des facultés de l’âme (‘s-Gravenhage, 1783)
- Alexis ou du militaire (‘s-Gravenhage, 1783)
- Alexis ou de l’age d’or (Riga, 1787)
- Lettre sur l’optique (‘s-Gravenhage, 1788)
- Selectie van brieven: M.F. Fresco (red.), Lettres de Socrate à Diotime. Cinq cents cinquante lettres du philologe néerlandais Frans Hemsterhuis à la princesse de Gallitzin, Frankfurt am Main etc.: Dr. Hänsel-Hohenhausen 2007

In Nederlandse vertaling
- Waarneming en werkelijkheid / Frans Hemsterhuis ; [vert. uit het Frans] ; uitg., ingel. en van aant. voorz. door Michael John Petry. Dl 14 uit de reeks Geschiedenis van de wijsbegeerte in Nederland, Baarn: Ambo, 1990.

## Referentie
- Frans Hemsterhuis, Wijsgerige Werken. Uitgegeven, ingeleid en van een commentaar voorzien door M.J. Petry, Budel / Leeuwarden 2001
- Denis Diderot, Observations sur la « Lettre sur l’homme et ses rapports » de Hemsterhuis. Texte établi et commenté par Gerhardt Stenger, dans Diderot, Œuvres complètes, t. XXIV, Paris, Hermann, 2004, p. 215-419.

## Noot
1. ↑  In het zeer volledige werk van Jkh. K.J.F.C. Kneppelhout van Sterkenburg: De gedenkteekenen van de Pieterskerk in Leyden (Leiden, 1864) komt zijn graf niet voor, ook niet in het hoofdstuk "opschriften van grafzerken of gedenkteekenen, die niet meer aanwezig zijn" a.w. p. 69 ev.
2. ↑  uit: K.J.F.C. Kneppelhout van Sterkenburg; De gedenkteekenen van de Pieterskerk te Leyden (Leiden, 1864)
3. ↑  C. Rogge: Behang in de Tuinkamer in: Hoekstra, T.J.; Barneveld-Schelling, N.J.; e.a. (red.): Het Hinckaertshuis, zeven eeuwen bouwhistorie en bewoners, p. 143 vv. Uitg. Stichting Hinckaertshuis Groningen, Groningen, 2012, ISBN 978-90-9027065-4

- Biblioteca Nacional de España: XX889006
- Bibliothèque nationale de France: cb11994910g (data)
- Biografisch Portaal: 44558023
- Digitale Bibliotheek voor de Nederlandse Letteren: hems001
- Gemeinsame Normdatei: 118549073
- International Standard Name Identifier: 0000 0000 8342 7894
- Library of Congress Control Number: n84026791
- Nationale Bibliotheek van Tsjechië: mzk2007430466
- Nationale Bibliotheek van Israël: 987007262414805171
- Nederlandse Thesaurus van Auteursnamen: 068383290
- RKD-Nederlands Instituut voor Kunstgeschiedenis: 116046
- Istituto Centrale per il Catalogo Unico: RAVV090797
- LIBRIS: 256873
- Système universitaire de documentation: 028031903
- Virtual International Authority File: 34466051
- WorldCat: E39PBJrrCDW3Rpmq3GQHVxjHmd